# Duge
Duge (kinesiska: 堵格乡, 堵格) är en socken i Kina. Den ligger i provinsen Sichuan, i den sydvästra delen av landet, omkring 460 kilometer söder om provinshuvudstaden Chengdu. Antalet invånare är 9 312. Befolkningen består av 4 177 kvinnor och 5 135 män. Barn under 15 år utgör 23,0 %, vuxna 15-64 år 64 %, och äldre över 65 år 11,0 %.
Genomsnittlig årsnederbörd är 1 047 millimeter. Den regnigaste månaden är juli, med i genomsnitt 266 mm nederbörd, och den torraste är januari, med 4 mm nederbörd.